# Леукушешти (Тимиш)
Леукушешти (рум. Leucușești) насеље је у Румунији у округу Тимиш у општини Бетхаусен. Oпштина се налази на надморској висини од 127 m.

## Прошлост
По "Румунској енциклопедији" место се први пут помиње 1440. године. Пописано је у насељу 1717. године 30 кућа. Село је неколико пута мењало локацију па је због тога и стара црква брвнара премештана. Од 1810. године је на садашњем простору. Нова православна богомоља посвећена Успењу Пресвете Богородице, подигнута је 1880-1881. године.
Аустријски царски ревизор Ерлер је 1774. године констатовао да место припада Лунгшком округу, Лугожког дистрикта. Становништво је било претежно влашко. Био је у "Лајкушештију" 1797. године парох поп Паску Мартинов (рукоп. 1777) који се служио румунским језиком.

## Становништво
Према подацима из 2002. године у насељу је живело 509 становника, од којих су сви румунске националности.